# Mijaíl Piotrovski
Mijaíl Borísovich Piotrovski (en ruso: Михаи́л Бори́сович Пиотро́вский; Ereván, RSS de Armenia, Unión Soviética, 9 de diciembre de 1944) es un experto orientalista e islamólogo ruso y actual director del Museo del Hermitage de San Petersburgo. Desde mayo de 2013, es decano de la Facultad Oriental de la Universidad de San Petersburgo.

## Biografía
Mijaíl Piotrovski es hijo del arqueólogo Borís Piotrovski (1908-1990), antiguo director del Museo del Hermitage, y de su esposa, la también arqueóloga, Ripsimé Djanpoladián (1918-2004), de origen armenio. De 1961 a 1967, estudió en la Facultad Oriental de la Universidad de Leningrado, en el departamento de Filología árabe. Pasó un año de formación en la Universidad de El Cairo (1965-1966). Presentó su tesis doctoral en 1973 y su tesis de Estado en 1985 en Historia. Está casado y es padre de dos niños.

## Trayectoria
En 1967, Mijaíl Piotrovski entró en el Instituto de Estudios Orientales de la Academia de Ciencias de la Unión Soviética, donde escaló puestos hasta ser nombrado colaborador científico en jefe. De 1973 a 1976, fue profesor e intérprete de Historia de Yemen en la Escuela Superior de Ciencias Humanas de la República Democrática Popular de Yemen. Más tarde, regresó al Instituto de Estudios Orientales de San Petersburgo. Participó en las expediciones a Yemen desde 1983 y las dirigió en el curso 1989-1990. Publicó el resultado de sus expediciones arqueológicas y epigráficas a Yemen y viajó por el Cáucaso. Impartió conferencias sobre la Historia árabe en varias universidades del mundo árabe.
En 1991, después de la disolución de la Unión Soviética, fue nombrado director adjunto del Hermitage y en 1992, director. Ha sido el responsable de la apertura en varios puntos del mundo de las colecciones del Hermitage. Así, entre el año 2000 y 2007 han abierto los museos de Somerset House de Londres; una segunda filial del Hermitage ha sido inaugurada en 2009 en Ámsterdam, en el anciano Amstelhof, que es hoy el museo del Hermitage de Ámsterdam. Además, de las colecciones del Hermitage se hacen exposiciones regulares en los museos de las grandes capitales del mundo.

## Reconocimientos
El profesor Piotrovski fue nombrado correspondiente de la Academia de Ciencias de Rusia en 1997. Es igualmente miembro de la Academia rusa de las Artes y miembro del presidium del Centro científico de San Petersburgo de la Academia de Ciencias de Rusia. El profesor Piotrovski es presidente de la Unión de los museos de Rusia, de la Alliance française de San Petersburgo, redactor en jefe de la revista « Христианский Восток » (El Oriente cristiano), miembro del comité de redacción de «Восточная коллекция» (Colección oriental) y de la revista Manuscripta Orientalia.
Aparte de sus condecoraciones rusas, el profesor Piotrovski está en posesión de varias medallas extranjeras y es oficial de la Orden al Mérito de la República Italiana y oficial de la Legión de Honor de la República Francesa.